# I delitti della vedova rossa
I delitti della vedova rossa (titolo originale The Red Widow Murders), pubblicato in Italia anche con il titolo La camera misteriosa o La vedova rossa, è un romanzo poliziesco scritto da John Dickson Carr sotto lo pseudonimo di Carter Dickson ed è il terzo della serie di gialli che ha come protagonista Sir Henry Merrivale, alias H.M. - detto il Vecchio.

## Trama
È possibile che una camera uccida chiunque vi rimanga da solo per almeno due ore? Questo il quesito che Sir George Anstruther, direttore del British Museum, pone al professor Tairlane in una nebbiosa sera londinese. Tairlane dapprima pensa che si tratti di una discussione accademica, ma ben presto scopre che c'è in ballo una questione assolutamente pratica. Una stanza del palazzo dei Mantling è conosciuta come "La camera della Vedova Rossa" e, dopo che quattro persone vi sono morte senza causa apparente nel corso degli anni, è rimasta sigillata fin dal 1876. Ora la casa sta per essere demolita e l'attuale Lord Mantling ha intenzione di effettuare una prova per sfidare la superstizione che grava sulla camera. I suoi amici e ospiti si sono offerti volontari per estrarre a sorte chi dovrà trascorrere nella stanza le fatidiche due ore e Tairlane e Sir Henry Merrivale, il Vecchio, dovranno essere testimoni dell'imparzialità del sorteggio. Malgrado la porta della stanza sia sorvegliata dall'esterno e le finestre sprangate, l'ospite designato viene ritrovato morto allo scoccare del termine prestabilito. La morte è dovuta ad avvelenamento da curaro, ma il medico legale non riesce a spiegarsi in quale modo il veleno possa essere entrato in circolo. H.M. si trova di fronte a uno dei problemi in apparenza più insolubili della sua carriera.

## Personaggi principali
- Alan Brixham - Lord Mantling
- Guy Brixham - suo fratello
- Judith Brixham - sua sorella
- Isabel Brixham - zia di Alan
- Bob Carstairs - amico di Alan
- Martin Longueval Ravelle - amico di famiglia
- Dottor Eugene Arnold - medico, fidanzato di Judith
- Ralph Bender - protetto di Isabel
- Dottor William Pelham - psichiatra
- Shorter - maggiordomo
- Michael Tairlane - professore di letteratura
- Sir George Anstruther - direttore del British Museum
- Humphrey Masters - ispettore capo di Scotland Yard
- Sir Henry Merrivale - il Vecchio

## Critica
"Trattamento magistrale della situazione standard di un uomo trovato avvelenato in 'una stanza che uccide', questa volta risalente alla Rivoluzione francese. H.M., qui al suo massimo di serietà e intelligenza, riconosce il significato degli indizi del brodo di pollo, degli animali uccisi, dell'ipnosi e del ventriloquismo. Il metodo dell'omicidio è ingegnoso nella sua semplicità e assolutamente sorprendente, anche se gli indizi, appropriatamente interpretati, abbondano (anche se il lettore, come l'Ispettore Capo Masters, potrebbe essere tratto in inganno dalla nebbia e da una vestaglia giapponese)."

## Edizioni
- Carter Dickson, I delitti della vedova rossa, traduzione di Anna Maria Francavilla, collana Classici del Giallo n. 1151, Arnoldo Mondadori Editore, 2007,  p. 266.